# Camptosema
Camptosema je biljni rod iz porodice lepirnjača (Fabaceae). Postoj1 13 priznatih vrsta rasprostranjenih po Južnoj Americi.

## Vrste
1. Camptosema bellum Benth.
2. Camptosema coccineum Mart. ex Benth
3. Camptosema coriaceum (Nees & Mart.) Benth.
4. Camptosema douradense H.S.Irwin & Arroyo
5. Camptosema ellipticum (Desv.) Govaerts
6. Camptosema isopetalum (Lam.) Taub.
7. Camptosema paraguariense (Chodat & Hassl.) Hassl.
8. Camptosema pedicellatum Benth.
9. Camptosema praeandinum Burkart
10. Camptosema rubicundum Hook. & Arn.
11. Camptosema scarlatinum (Mart. ex Benth.) Burkart
12. Camptosema spectabile (Tul.) Burkart
13. Camptosema tomentosum Benth.